# 维代
维代（法語：Videix）是法国新阿基坦大区上维埃纳省的一个市镇，位于该省西南部，属于罗什舒阿尔区。该市镇2009年时的人口为211人。

## 人口
维代人口变化图示
| 数据来源：INSEE |